# Cas Fresno
Es coneix com a Cas Fresno la celebració irregular de l'assemblea de la Federació Internacional de Patinatge (FIRS) que va tenir lloc a Fresno (Califòrnia), el 26 de novembre de 2004. Va comportar que per primer cop a la història, una Federació Esportiva nacional que havia estat acceptada provisionalment no fos ratificada definitivament. L'11 de novembre de 2004, el Parlament de Catalunya va aprovar, amb els vots de tots els partits menys el PPC, una proposició no de llei que demana al Govern espanyol "respecte" per les decisions de les federacions esportives, dies abans de la cita de Fresno (Califòrnia), on s'hauria de decidir sobre el reconeixement de la Federació Catalana de Patinatge. Està documentada la pressió que alguns membres de l'assemblea van rebre per part d'organismes espanyols de l'esport per tal de votar contra de la incorporació definitiva de la federació catalana. Aquest fet va privar a la selecció catalana d'hoquei patins de participar en el Mundial A de l'any 2005, celebrat a San José (EUA). Després que l'admissió fos rebutjada en la votació, la Federació Catalana va portar el cas al Tribunal d'Arbitratge de l'Esport (TAS) a Lausana, que va reconèixer les irregularitats, va invalidar la votació i va obligar la FIRS a repetir la votació seguint els estatuts de la mateixa Federació Internacional de Patinatge.

## Antecedents

### Reconeixement provisional i Mundial de Macau
El 27 de març del 2004 la Federació Catalana de Patinatge va ser reconeguda de forma provisional com a membre independent de la Federació Internacional de Patinatge (FIRS), a l'assemblea celebrada a Miami.
A conseqüència d'això, durant el mes d'octubre de l'any 2004, Catalunya va participar i vèncer al Campionat del Món B.
El balanç de Catalunya en el Mundial B, celebrat a Macau, (Xina), a l'octubre de 2004, va ser rotund: vuit partits disputats, amb vuit victòries i 78 gols a favor (una mitjana de 9,75 per encontre) davant només un en contra (0,12 per partit).

La selecció de Taiwan va ser l'única capaç de marcar un gol a Catalunya, i des del punt de penal, en el partit de quarts de final en què va caure derrotada per 1-12.
El 25 d'octubre la selecció va ser rebuda i aclamada per 2.000 persones a l'aeroport de Barcelona i a la Plaça Sant Jaume de Barcelona a la recepció que es va fer a la Generalitat. Uns dies després una multitudinària manifestació reclamava a Barcelona les seleccions catalanes.
Amb aquell títol Catalunya obtenia per dret propi el passaport cap al Mundial A, que se celebraria a la ciutat nord-americana de San José del 6 al 13 d'agost de l'any 2005.

## La votació de Fresno
La Federació Catalana tenia l'estatus d'"admesa provisionalment", i s'havia de ratificar la seva admissió definitiva. Calia una votació per part de les federacions de ple dret, cosa que va succeir a Fresno el novembre de 2004. El resultat va ser aclaparadorament contrari a l'admissió definitiva de la FCP: 114 vots en contra, 8 a favor i 2 abstencions.

## Fresno: soroll mediàtic, pressions diplomàtiques i irregularitats
La Federació Catalana de Patinatge i la Secretaria General de l'Esport comptaven amb el fet que l'admissió definitiva es faria efectiva, basant-se en els diversos contactes que havien tingut amb altres federacions nacionals. Però el soroll mediàtic i les fortes pressions de la Federació Espanyola envers altres federacions que havien de votar va portar al resultat final esmentat.

Les pressions polítiques documentades de l'Estat espanyol, van provocar que en una gens ortodoxa assemblea, celebrada el 26 de novembre de 2004 a Fresno (Califòrnia), Catalunya no fos ratificada com a membre de ple dret de la Internacional. Catalunya fou exclosa, per tant, de participar en el Mundial A, on el campió final del torneig fou la selecció d'Espanya, formada íntegrament per jugadors catalans.
Entre les irregularitats d'aquesta assemblea, que va ser transmesa en directe per Catalunya Ràdio i RAC 1, destaca el fet que tot i que diversos membres van demanar que la votació fos secreta, i que els estatuts així ho obligaven en cas que ho demanessin un mínim de dos assistents, la votació es va produir a mà alçada, fet que no permetia oferir les garanties necessàries perquè no es produïssin pressions entre diferents països.
A més del fet que el vot no fos secret, la delegació catalana no va poder exposar els seus arguments, en una assemblea caòtica on la federació catalana tan sols va poder obtenir vuit vots favorables a la pertinença a la FIRS.
En declaracions posteriors, diversos membres de federacions internacionals de patinatge sudamericanes i europees van reconèixer haver rebut indicacions de l'Estat espanyol sobre el sentit del seu vot.
L'aleshores president de la FIRS, el català Isidre Oliveras va dimitir després de la votació.
El nou President de la FIRS l'italià Sabatino Aracu, diputat de Forza Italia va reconèixer en una nota de premsa, publicada el 26 de novembre de 2004, que havia rebut instruccions precises del president del Consell de Ministres d'Itàlia sobre el sentit del seu vot.
Uns dies després de l'assemblea de Fresno, en declaracions a Catalunya Ràdio, el representant de la federació xilena, Armando Quintanilla, acusava la federació espanyola de pressionar els països sud-americans en contra de l'admissió de Catalunya. Quintanilla va manifestar que els membres de la federació espanyola que havien viatjat a Sud-amèrica al 16è Campionat, dues setmanes abans del Congrés de la FIRS, van prometre a molts països ajudes per votar contra Catalunya.
Quintanilla també va manifestar la federació espanyola ens ha enviat molts faxos i correus electrònics en què ens diuen que per si no votem així perdríem part de les ajudes econòmiques.
Segons Quintanilla, el Congrés de la FIRS va ser una vergonya i l'esport de l'hoquei sobre patins va rebre un cop molt dur.
El representant de la República Txeca Radek Pavelec, també ha admès que la seva federació havia rebut pressions del govern espanyol.
A més a més, s'ha fet pública una carta del Consejo Superior de Deportes espanyol (CSD) a la federació colombiana en la qual els espanyols demanaven el vot negatiu per Catalunya. En aquesta carta, el CSD manifesta que el reconeixement de Catalunya canviaria la unitat nacional de l'esport espanyol i crearia un precedent erroni.
La mateixa carta es va enviar a altres federacions sud-americanes.
La representant alemanya va admetre que el parlamentari per l'esport alemany va contactar amb ella per demanar el vot negatiu per a Catalunya. Literalment demanava que s'assegurés que tornava de Fresno amb un «no» en contra de Catalunya.
Per part espanyola en tot moment es va negar haver pressionat ningú.

## Sense Mundial A i recurs al TAS
La votació de Fresno primer, i la posterior negativa de la Federació Internacional de concedir una carta d'invitació a la Federació Catalana de Patinatge van impedir que aquesta pogués participar en el Mundial A. Aquesta negativa va produir-se després que el TAS hagués determinat que s'hauria de repetir l'assemblea on la FIRS va denegar l'entrada de Catalunya com membre de ple dret de la federació internacional.

## ElTASanul·la la decisió deFresno
Posteriorment, la Federació Catalana interposà un recurs el 15 de desembre de 2004 davant el Tribunal d'Arbitratge de l'Esport (TAS), amb seu a Lausana que finalment donà la raó a la Catalana, invalidant l'assemblea de Fresno i obligant a repetir la votació sobre l'admissió de la Federació Catalana a la Internacional. Segons el TAS, a Fresno hi va haver irregularitats durant la votació, el mateix Tribunal va admetre a tràmit les demandes que l'advocat belga JM Dupont va presentar en nom de la FCP.

### La sentència delTAS
Traducció lliure de la part dispositiva de la sentència:
TAS 2004/A/776 FCP c/FIRS; page 22
PER AQUESTS MOTIUS
El Tribunal Arbitral de l'Esport:
1. Declara admissible el recurs presentat per la FCP el 14 de desembre de 2004.
2. Anul·la la decisió del Congrés de la FIRS del 26 de novembre de 2004, en allò que decideix sobre la qüestió de l'afiliació de la FCP en qualitat de membre de la FIRS.
3. Ordena a la FIRS que es torni a pronunciar de nou sobre la qüestió de l'afiliació de la FCP com a membre de ple dret en un termini màxim de nou mesos a partir de la data de notificació d'aquesta Sentència, aplicant els regles que eren en vigor en el moment del vot anterior del 26 de novembre de 2004.
4. Rebutja el recurs de la FCP per té l'excedent.
5. Diu que les despeses de l'arbitratge, que seran calculades per l'Escrivania del TAS i notificades per acte separat, seran sostingudes a parts iguals per les dues parts.
6. Diu que cada part sosté els seves pròpies despeses.

Lausanne el 15, de juliol de 2005 

El President, Bernard Foucher 

Massimo Coccia, Àrbitre 

Michele Bernasconi, Àrbitre

## Repetició de la votació a Roma
El 29 de novembre de 2005, l'assemblea de la FIRS, reunida a Roma, va repetir la votació de l'admissió definitiva de la Federació Catalana de Patinatge.
La pregunta que els assistents havien de formular va ser redactada en els següents termes literals, que van ser denunciats per la delegació catalana:
Esteu d'acord amb l'informe contrari del Comitè Central a l'ingrés de la Federació Catalana de Patinatge?
En aquest cas el mètode de votació va ser secreta i el president de la catalana, Ramon Basiana, va poder defensar la candidatura.
L'assemblea extraordinària de Roma de la FIRS va rebutjar per 125 vots a 43 l'admissió com a membre de ple dret de la Federació Catalana de Patinatge.
El diputat de CiU Josep Maldonado, que havia estat secretari general de l'Esport durant el govern de CiU, va denunciar que el govern espanyol havia fet gestions en contra de la federació catalana. També va acusar el president de la FIRS, l'italià Sabatino Aracu (Forza Itàlia), de ser partidista i haver-se situat en contra dels interessos de l'esport català, com a resultat - segons va publicar la premsa - de les pressions del govern espanyol de José Luis Rodríguez Zapatero davant del govern italià de Silvio Berlusconi.